# Lethrus karatavicus
Lethrus karatavicus är en skalbaggsart som beskrevs av Nikolajev och Skopin 1971. Lethrus karatavicus ingår i släktet Lethrus och familjen tordyvlar. Inga underarter finns listade i Catalogue of Life.